# Batracomorphus kivuensis
Batracomorphus kivuensis är en insektsart som beskrevs av Heller och Rauno E. Linnavuori 1968. Batracomorphus kivuensis ingår i släktet Batracomorphus och familjen dvärgstritar. Inga underarter finns listade i Catalogue of Life.